# Formula TT 1978
Die Formla-TT 1978 war die zweite Austragung in der Geschichte der Formula TT und wurde von der Fédération Internationale de Motocyclisme als offizielle Weltmeisterschaft ausgeschrieben.
Der Sieger des jeweiligen Rennens der 60. Isle of Man TT einer Klasse wurde gleichzeitig auch TT-Weltmeister in dieser Kategorie.

## Wissenswertes
- Die Formula TT wurde 1978 in drei Klassen ausgeschrieben.
  - In der TT-F1-Klasse waren Viertakter von 600 bis 1000 cm³ Hubraum und Zweitakter mit Hubräumen von 350 bis 500 cm³ erlaubt.
  - In der TT-F2-Klasse waren Viertakter von 400 bis 600 cm³ Hubraum und Zweitakter mit Hubräumen von 250 bis 350 cm³ erlaubt.
  - In der TT-F3-Klasse waren Viertakter von 200 bis 400 cm³ Hubraum und Zweitakter mit Hubräumen von 125 bis 250 cm³ erlaubt.
- Zum letzten Mal in der Geschichte der Formula TT bestand die Serie nur aus einem Rennen. Ab 1979 zählte neben der Isle of Man TT auch der Ulster Grand Prix zur Weltmeisterschaft.

## TT-F1-Klasse
Das TT-F1-Rennen erlebte die triumphale Rückkehr des bis dahin 13-fachen TT-Siegers und neunfachen Weltmeisters Mike Hailwood, der sich eigentlich schon aus dem Rennsport zurückgezogen hatte und erstmals seit 1967 wieder auf der Isle of Man startete.
Hailwood hatte zwar die Mehrheit der Zuschauer auf seiner Seite, ging aber auf seiner 900-cm³-Ducati als Außenseiter ins Rennen. Er ging vom Start weg ans Limit und lag bereits früh in Führung. Seine schnellste Runde, die gleichzeitig die schnellste TT-Runde in Hailwoods Karriere war, drehte er mit einer Durchschnittsgeschwindigkeit von 109,87 mph (176,82 km/h). Im Rennverlauf holte Mike Hailwood auf der Strecke den vor ihm gestarteten und stark favorisierten Honda-Britain-Fahrer Phil Read ein und überholte diesen sogleich. Read fiel schließlich in der fünften Runde mit Motorproblemen aus und Hailwood feierte unter dem Jubel der Zuschauermassen den 14. und letzten TT-Sieger seiner Karriere.
(Snaefell Mountain Course; 6 Runden = 364,2 km, die ersten zehn gewerteten Piloten)
| 1  | Mike Hailwood  | Ducati   | 2 h 5 min 10,2 s | 108,51 mph |
| 2  | John Williams  | Honda    | + 1 min 59,6 s   | 106,81     |
| 3  | Ian Richards   | Kawasaki | + 2 min 57,4 s   | 106,01     |
| 4  | Helmut Dähne   | Honda    | + 3 min 16,6 s   | 105,74     |
| 5  | Alex George    | Triumph  | + 3 min 18,0 s   | 105,72     |
| 6  | Chas Mortimer  | Suzuki   | + 5 min 40,2 s   | 103,81     |
| 7  | Malcolm Lucas  | BSA      | + 6 min 50,2 s   | 102,89     |
| 8  | Kevin Wrettom  | Kawasaki | + 6 min 53,0 s   | 102,85     |
| 9  | Denis Casement | Honda    | + 8 min 16,4 s   | 101,78     |
| 10 | Ian Tomkinson  | Triumph  | + 9 min 06,4 s   | 101,15     |

## TT-F2-Klasse
Im TT-F2-Rennen konnte der Honda-Pilot Alan Jackson sr. seinen im Vorjahr gewonnenen Titel verteidigen.
(Snaefell Mountain Course; 4 Runden = 242,8 km, die ersten zehn gewerteten Piloten)
| 1  | Alan Jackson sr.  | Honda   | 1 h 31 min 08,6 s | 99,35 mph |
| 2  | Dave Mason        | Honda   | + 1 min 33,4 s    | 97,68     |
| 3  | Neil Tuxworth     | Honda   | + 2 min 58,2 s    | 96,21     |
| 4  | Ron Haslam        | Honda   | + 3 min 51,2 s    | 95,32     |
| 5  | Joey Dunlop       | Benelli | + 5 min 47,4 s    | 95,32     |
| 6  | Peter Davies      | Laverda | + 8 min 29,8 s    | 93,41     |
| 7  | John Kirkby       | Honda   | + 10 min 15,4 s   | 90,87     |
| 8  | Thomas Williamson | Honda   | + 11 min 41,4 s   | 88,05     |
| 9  | Denis Casement    | Honda   | + 14 min 25,0 s   | 85,78     |
| 10 | Dave Kerby        | Honda   | + 15 min 52,4 s   | 84,61     |

## TT-F3-Klasse
In der TT-F3-Klasse siegte Bill Smith auf Honda, der im Vorjahr im F2-Rennen in der letzten Runde in Führung liegend ausgeschieden war.
(Snaefell Mountain Course; 4 Runden = 242,8 km, die ersten zehn gewerteten Piloten)
| 1  | Bill Smith      | Honda           | 1 h 35 min 50,8 s | 94,47 mph |
| 2  | Derek Mortimer  | Yamaha          | + 4 min 41,0 s    | 90,07     |
| 3  | John Stephens   | Honda           | + 4 min 51,0 s    | 89,92     |
| 4  | Mick Poxon      | Honda           | + 6 min 31,2 s    | 88,45     |
| 5  | Alan Cathcart   | Harley-Davidson | + 7 min 13,4 s    | 87,85     |
| 6  | Fred Launchbury | Maico           | + 8 min 22,8 s    | 86,88     |
| 7  | Ken Inwood      | Yamaha          | + 8 min 47,6 s    | 86,53     |
| 8  | Jeff Middleton  | Honda           | + 9 min 33,2 s    | 85,91     |
| 9  | Dennis Trollope | Yamaha          | + 12 min 43,0 s   | 83,39     |
| 10 | Bill Barker     | Honda           | + 12 min 49,2 s   | 83,33     |